# Imagine a Man
Pistes de The Who by Numbers
Dreaming From the Waist Success Story
Imagine a Man est une chanson du groupe britannique The Who, parue en 1975 à la cinquième piste de l'album The Who By Numbers. 

## Caractéristiques
Cette chanson est une ballade dominée par la guitare acoustique, comme Behind Blue Eyes ou Sunrise. Les accords sont assez oniriques et apaisés. L'utilisation d'harmonies vocales sur les refrains renforcent l'atmosphère très calme et rêveuse de cette chanson. On entend de temps à autre de la batterie et une ligne de basse discrète, mais le corps principal de la chanson est formé par la guitare folk de Pete Townshend et le chant de Roger Daltrey.

Les paroles mélangent diverses images marquantes, montrant la maîtrise de l'écriture que Pete Townshend avait atteinte à cette époque. Cependant, de nombreuses interprétations peuvent être données. L'auteur a dit : 
« C'est juste une indication de la façon dont le rock pourrait vieillir. »
 Townshend ajoute que cette chanson est à placer au même niveau que Substitute pour son honnêteté et sa franchise.
Elle n'a jamais été jouée en concert par le groupe, mais Roger Daltrey l'a chantée sur scène dans le cadre des concerts Daltrey Sings Townshend.